# ブラックスワン級スループ
ブラックスワン級スループ（英語: Black Swan-class sloop）は、イギリス海軍のスループの艦級。大戦中のイギリスで最も成功した護衛艦、とも評される。

## 来歴
1930年のロンドン海軍軍縮会議を受けて、イギリス海軍では、駆逐艦よりも制約が緩いスループを船団護衛にあてることを構想した。まず1931年度から1934年度計画でグリムスビー級、1933年度から1936年度計画でビターン級、1936年度計画よりイーグレット級が建造された。第一次世界大戦世代のスループが掃海艇を兼任していたのに対して、これらの新世代のスループは、対機雷戦にも対応可能ではあったが、基本的には掃海艇とは分けて整備されていた。
1935年のドイツ再軍備宣言と英独海軍協定を受けて、国際情勢は既に次なる大戦に向けて動き始めていた。大戦が勃発した場合、68隻の掃海艇が必要になると予測され、またこれらの掃海艇は、機雷を敷設する敵潜水艦との交戦が想定されていた。1936年4月の時点の計画では、船団護衛と対機雷戦、沿岸警備のそれぞれの用途のスループを分けて建造する予定とされていた。これらを1種類の設計で兼任できるよう、バラストタンクを設置して吃水を調整する設計も検討されたが、コスト面の問題から断念された。
しかしヘンダーソン第三海軍卿は対機雷戦にも転用できる汎用スループの必要性を認め、造艦局長（DNC）に対し、船団護衛と対機雷戦、沿岸警備の3種類の組み合わせを検討するよう指示した。造艦局長は、この3種類では排水量1,250～1,300トンとなり、それでもなお全ての兵装と掃海具を併載することは困難であろうと返答した。一方、グリムスビー級の防空強化試験艦である「フリートウッド」を元にした設計であれば建造期間は3分の2で済むと試算された。設計は1937年1月に提示され、1937年3月24日、幕僚要求事項（TD 40/37）が作成された。そしてこれに基づき、1937年度計画の船団護衛艦として建造されたのが本級である。1937年度計画と1938年度計画で4隻が建造された。
1939年度計画でも2隻が盛り込まれていたが、第二次世界大戦の開戦を受けてこれはキャンセルされ、1940年度計画以降は、船体を拡幅した改型に移行した。

## 設計
基本設計はイーグレット級の発展型となっているが、船体長は2メートル以上延長された。船型は長船首楼型を踏襲している。軽いシア（艦首の反り返り）の付いた艦首甲板から主砲の10.2cm連装高角砲を背負い式で2基、1番主砲の基部から上部構造物が始まり、その上に箱型の艦橋の背後に軽量な三脚式の主マストが立つ。船体中央部の1本煙突の後方に艦載艇が置かれ、2本1組のボート・ダビッドが片舷1基ずつ計2組により運用された。その後方に後部見張り所が立ち、船首楼の最後部に3番10.2cm主砲が後ろ向きに1基が配置された。甲板一段分下がった、後部甲板上に対潜爆雷が配置された。
なおビターン級のネームシップで試験されていたデニー・ブラウン式のフィンスタビライザーも搭載された。また40年度計画以降の改型では、船体幅は0.3メートル拡幅されているほか、艦橋や砲員の防御も強化された。
ボイラーはアドミラルティ式3胴型水管ボイラー、タービンはパーソンズ式オール・ギヤード・タービンと、機関構成は先行するスループに準じているが、機関出力は4,300馬力に増強されており、船体長延長による造波抵抗の低減もあって、速力は19.75ノットに向上した。
なお改型では電源容量も強化されており、タービン発電機は100キロワット、ディーゼル発電機は70キロワットとなった。

## 装備
艦砲は45口径10.2cm連装高角砲（QF 4インチ砲Mk.XVI）を踏襲したが、搭載数はイーグレット級の4基に対して3基に減少しており、同級で3番砲が搭載されていた位置には39口径40mm4連装機銃1基（2ポンド・ポンポン砲; 改型では2基）が設置された。1941年度計画艦では、39口径40mm4連装機銃にかえて、282型レーダーを備えたヘイズメイヤー式の56口径40mm連装機銃（ボフォース）が搭載された。また一部の艦では手動照準の56口径40mm機銃も増備されている。一方、改型の一部ではいずれの形式の40mm機銃も搭載しなかった艦もあり、こちらは70口径20mm機銃10門を搭載した。また40mm機銃搭載艦でも6門を搭載している。ただしこれらの装備は基本的なもので、ポンポン砲を2連装砲架で2基搭載していた艦もあり、その後の追加装備等は各艦によって様々であった。
爆雷の搭載数は当初は40発だったが、後に110発に増備され、改型は当初からこの設計で建造された。また必要であれば40mm機銃の弾倉のスペースを用いてさらに50発を搭載できた。「アメシスト」「ハート」「マグパイ」「フェザント」ではヘッジホッグ対潜迫撃砲も搭載された。なお掃海具は、改型では省かれた。
レーダーとしては、改型では1943年の時点で目標捕捉用の276型を搭載しており、後にこれを293型に更新するとともに早期警戒用の291型も搭載された。また探信儀も、1941年度計画艦では新型の144型に更新された。

## 同型艦

### 一覧表
| 設計     | 艦名                             | 造船所                | 進水           | その後 |
| -------- | -------------------------------- | --------------------- | -------------- | --- |
| 原型     | ブラックスワン HMS Black Swan    | ヤーロウ              | 1939年7月7日   | 1956年除籍 |
| 原型     | アーン HMS Erne                  | ファーネス            | 1940年8月5日   | 1965年除籍 |
| 原型     | フラミンゴ HMS Flamingo          | ヤーロウ              | 1939年4月18日  | 西ドイツ海軍「グラフ・シュペー」（Graf Spee）として1959年再就役、1967年除籍                                                |
| 原型     | アイビス HMS Ibis                | ファーネス            | 1940年11月28日 | 1942年11月10日、アルジェ沖でイタリアの雷撃機の航空攻撃により撃沈。                                                         |
| 改型     | アクティーオン HMS Actaeon       | ソーニクロフト        | 1945年7月25日  | 西ドイツ海軍「ヒッパー」（Hipper）として1958年再就役、1967年除籍                                                           |
| 改型     | アラクリティ HMS Alacrity        | デニー                | 1944年9月1日   | 1956年除籍 |
| 改型     | アミシスト HMS Amethyst          | ステファン            | 1943年5月7日   | 1957年除籍 |
| 改型     | チャンティクリア HMS Chanticleer | デニー                | 1942年9月24日  | 1943年11月18日、U-515の攻撃で大破、全損判定                                                                                |
| 改型     | クレイン HMS Crane               | デニー                | 1942年11月9日  | 1965年除籍 |
| 改型     | シグニット HMS Cygnet            | キャメル・ レアード   | 1942年7月28日  | 1956年除籍 |
| 改型     | ハート HMS Hart                  | ステファン            | 1943年7月7日   | 西ドイツ海軍「シェーア」（Scheer）として1959年再就役、1971年除籍                                                           |
| 改型     | ハインド HMS Hind                | デニー                | 1943年9月30日  | 1958年除籍 |
| 改型     | カイト HMS Kite                  | キャメル・ レアード   | 1942年10月13日 | 1944年8月21日、U-344により撃沈                                                                                             |
| 改型     | ラプウィング HMS Lapwing         | スコッツ / ステファン | 1943年7月16日  | 1945年3月20日、U-968により撃沈                                                                                             |
| 改型     | ラーク HMS Lark                  | スコッツ              | 1943年8月28日  | 1945年2月17日、U-968の攻撃で大破、全損判定                                                                                 |
| 改型     | マグパイ HMS Magpie              | ソーニクロフト        | 1941年12月30日 | 1959年除籍 |
| 改型     | マーメイド HMS Mermaid           | デニー                | 1943年11月11日 | 西ドイツ海軍「シャルンホルスト」（Scharnhorst）として1959年再就役、1990年除籍                                              |
| 改型     | モデスト HMS Modeste             | チャタム              | 1944年1月29日  | 1961年除籍 |
| 改型     | ネレイデ HMS Nereide             | チャタム              | 1944年1月29日  | 1958年除籍 |
| 改型     | オポッサム HMS Opossum           | デニー                | 1944年11月30日 | 1960年除籍 |
| 改型     | ピーコック HMS Peacock           | ソーニクロフト        | 1943年12月11日 | 1958年除籍 |
| 改型     | フェズント HMS Pheasant          | ヤーロウ              | 1942年12月21日 | 1963年除籍 |
| 改型     | レッドポール HMS Redpole         | ヤーロウ              | 1943年2月25日  | 1960年除籍 |
| 改型     | スナイプ HMS Snipe               | デニー                | 1945年12月20日 | 1960年除籍 |
| 改型     | スパロー HMS Sparrow             | デニー                | 1946年2月18日  | 1958年除籍 |
| 改型     | スターリング HMS Starling        | フェアフィールド      | 1942年10月14日 | 1965年除籍 |
| 改型     | ウィンブレル HMS Whimbrel        | ヤーロウ              | 1942年8月25日  | エジプト海軍「エル・マローク・ファローク」（El Malek Farouq）として1949年再就役 1954年に「エル・タリク」（El Tarik）と改名 |
| 改型     | ワイルドグース HMS Wild Goose    | ヤーロウ              | 1942年10月14日 | 1956年除籍 |
| 改型     | ウッドコック HMS Woodcock        | フェアフィールド      | 1942年11月26日 | 1955年除籍 |
| 改型     | ウッドペッカー HMS Woodpecker    | デニー                | 1942年6月29日  | 1944年2月27日、U-256により撃沈                                                                                             |
| 改型     | レン HMS Wren                    | デニー                | 1942年8月11日  | 1956年除籍 |
| インド艦 | カーヴィリ HMIS Cauvery          | ヤーロウ              | 1943年6月15日  | インド独立後は「カヴェリ」（INS Kaveri）と改名、1977年退役                                                                 |
| インド艦 | キスナ HMIS Kistna               | ヤーロウ              | 1943年4月22日  | インド独立後は「クリシュナ」（INS Krisna）と改名、1981年退役                                                               |

### 運用史
本級は第二次世界大戦で29隻のUボートを沈め、特にフレデリック・ジョン・ウォーカーが指揮する「スターリング」は9隻のUボートの撃沈に関与した。
戦後もイギリス海軍、エジプト海軍、インド海軍および西ドイツ海軍で運用された。1949年4月、アミシストが長江で中華人民共和国軍の攻撃を受けた（アメジスト号事件）。何隻かは朝鮮戦争に参加した。